# الماس‌ها (ترانه دی استالیون و نورمانی)
«الماس‌ها» تک‌آهنگی از هنرمند اهل ایالات متحده آمریکا مگان دی استالین، به همراهی نورمانی است. این ترانه بخشی از موسیقی متن پرندگان شکاری و بخشی از ترانه مریلین مونرو با نام الماس‌ها بهترین دوست یک دختر هستند را استفاده می‌کنید.